# استیونتون
استیونتون (به انگلیسی: Stevenston) یک شهرک در اسکاتلند است که در ایرشر شمالی واقع شده است. استیونتون ۹٬۱۲۹ نفر جمعیت دارد.